# Campeonato Acreano 2021
El Campeonato Acreano de Fútbol 2021 fue la 94.ª edición de la primera división de fútbol del estado de Acre. El torneo fue organizado por la Federação de Futebol do Estado do Acre (FFAC). El torneo comenzó el 7 de julio y finalizó el 9 de octubre. El ganador fue el Rio Branco, que venció en la final a Humaitá en tanda de penales, logrando así su título estatal número 48.

## Sistema de juego

### 1ª fase
Los 9 equipos se enfrentan en modalidad de todos contra todos a una sola rueda. Culminadas las nueve fechas, el equipo en primer lugar clasificará a la final estadual, mientras que a la segunda fase clasificarán el primer lugar junto a los equipos que queden del segundo al cuarto puesto. No hay descensos.

### 2ª fase
Los 4 equipos provenientes de la primera fase se enfrentan en modalidad de todos contra todos a una sola rueda. Culminadas las tres fechas, el equipo en primer lugar clasificará a la final estadual.

### Final estadual
Se enfrentan los ganadores de la primera y segunda fase en partidos de ida y vuelta. Si tras terminar los 2 partidos estén igualados en puntos y en diferencia de goles, se jugará una prórroga y posteriormente una tanda de penales si es necesario. No se considerará los goles de visita.
- En caso un equipo gane tanto la primera como la segunda fase, será proclamado campeón automáticamente.

### Clasificaciones
- Copa de Brasil 2022: Clasifican el campeón y el subcampeón.
- Serie D 2022: Clasifican los dos mejores equipos que no disputan ni la Serie A, Serie B o Serie C.
- Copa Verde 2022: Clasifican el campeón y el subcampeón.

## Equipos participantes
| Equipo            | Ciudad            | Estadio        | Capacidad | Posición 2020 | Títulos (último) |
| ----------------- | ----------------- | -------------- | --------- | ------------- | ---------------- |
| Andirá            | Río Branco        | Florestão      | 10 000    | 7.º           | 0                |
| Atlético Acreano  | Río Branco        | Florestão      | 10 000    | 2.º           | 9 (2019)         |
| Galvez            | Río Branco        | Florestão      | 10 000    | Campeón       | 1 (2020)         |
| Humaitá           | Porto Acre        | Florestão      | 10 000    | 6.º           | 0                |
| Náuas             | Cruzeiro do Sul   | Arena do Juruá | 4000      | 5.º           | 0                |
| Plácido de Castro | Plácido de Castro | Aluizão        | 7000      | 4.º           | 1 (2013)         |
| Rio Branco-AC     | Río Branco        | Florestão      | 10 000    | 3.º           | 47 (2018)        |
| São Francisco     | Río Branco        | Florestão      | 10 000    | 8.º           | 0                |
| Vasco da Gama-AC  | Río Branco        | Florestão      | 10 000    | 9.º           | 3 (2001)         |

## Primera fase

### Tabla de posiciones
| Pos. | Equipo            | Pts. | PJ | G | E | P | GF | GC | Dif. | Clasificación         |
| ---- | ----------------- | ---- | -- | - | - | - | -- | -- | ---- | --------------------- |
| 1    | Humaitá           | 20   | 8  | 6 | 2 | 0 | 20 | 3  | +17  | Final y Segunda fase. |
| 2    | Atlético Acreano  | 20   | 8  | 6 | 2 | 0 | 15 | 1  | +14  | Segunda fase.         |
| 3    | Galvez            | 17   | 8  | 5 | 2 | 1 | 17 | 6  | +11  | Segunda fase.         |
| 4    | Rio Branco-AC     | 11   | 8  | 3 | 2 | 3 | 15 | 8  | +7   | Segunda fase.         |
| 5    | Vasco da Gama-AC  | 10   | 8  | 3 | 1 | 4 | 13 | 13 | 0    |                       |
| 6    | São Francisco     | 8    | 8  | 2 | 2 | 4 | 9  | 12 | −3   |                       |
| 7    | Náuas             | 8    | 8  | 2 | 2 | 4 | 3  | 14 | −11  |                       |
| 8    | Andirá            | 6    | 8  | 2 | 0 | 6 | 8  | 16 | −8   |                       |
| 9    | Plácido de Castro | 1    | 8  | 0 | 1 | 7 | 9  | 36 | −27  |                       |

 Fuente: 
Criterios de clasificación: 1) Puntos; 2) Partidos ganados; 3) Diferencia de gol; 4) Goles anotados; 5) Enfrentamiento directo entre los equipos en cuestión; 6) Menor cantidad de tarjetas rojas; 7) Menor cantidad de tarjetas amarillas; 8) Goles anotados de visita; 9) Partido extra.

### Fixture
- La hora de cada encuentro corresponde al huso horario correspondiente al Estado de Acre (UTC-5).

| Galvez            | 0 - 0   | Náuas         | Florestão | 7 de julio  | 17:00   |         |
| Atlético Acreano  | 1 - 0   | Andirá        | Florestão | 7 de julio  | 19:00   |         |
| Rio Branco        | 2 - 2   | São Francisco | Florestão | 10 de julio | 15:00   |         |
| Plácido de Castro | 3 - 4   | Vasco da Gama | Florestão | 10 de julio | 17:00   |         |
| Equipo Libre:     | Humaitá | Humaitá       | Humaitá   | Humaitá     | Humaitá | Humaitá |

| São Francisco | 1 - 1  | Plácido de Castro | Florestão | 14 de julio | 17:00  |        |
| Humaitá       | 2 - 1  | Galvez            | Florestão | 14 de julio | 19:00  |        |
| Vasco da Gama | 2 - 1  | Rio Branco        | Florestão | 17 de julio | 15:30  |        |
| Náuas         | 0 - 1  | Atlético Acreano  | Florestão | 21 de julio | 17:00  |        |
| Equipo Libre: | Andirá | Andirá            | Andirá    | Andirá      | Andirá | Andirá |

| Rio Branco    | 0 - 0            | Humaitá           | Florestão        | 21 de julio      | 19:00            |                  |
| Andirá        | 0 - 1            | Náuas             | Arena Acreana    | 24 de julio      | 15:00            |                  |
| São Francisco | 2 - 1            | Vasco da Gama     | Arena Acreana    | 24 de julio      | 17:00            |                  |
| Galvez        | 4 - 1            | Plácido de Castro | Arena Acreana    | 28 de julio      | 17:00            |                  |
| Equipo Libre: | Atlético Acreano | Atlético Acreano  | Atlético Acreano | Atlético Acreano | Atlético Acreano | Atlético Acreano |

| Vasco da Gama     | 0 - 2  | Atlético Acreano | Florestão     | 29 de julio | 15:30  |        |
| Náuas             | 0 - 3  | São Francisco    | Arena Acreana | 31 de julio | 15:00  |        |
| Plácido de Castro | 0 - 7  | Humaitá          | Arena Acreana | 31 de julio | 17:00  |        |
| Rio Branco        | 1 - 0  | Andirá           | Arena Acreana | 4 de agosto | 17:00  |        |
| Equipo Libre:     | Galvez | Galvez           | Galvez        | Galvez      | Galvez | Galvez |

| Vasco da Gama    | 0 - 0      | Náuas             | Arena Acreana | 4 de agosto  | 19:00      |            |
| Humaitá          | 1 - 0      | São Francisco     | Florestão     | 7 de agosto  | 15:30      |            |
| Galvez           | 3 - 1      | Andirá            | Arena Acreana | 11 de agosto | 17:00      |            |
| Atlético Acreano | 8 - 0      | Plácido de Castro | Arena Acreana | 11 de agosto | 19:00      |            |
| Equipo Libre:    | Rio Branco | Rio Branco        | Rio Branco    | Rio Branco   | Rio Branco | Rio Branco |

| Andirá            | 1 - 0         | São Francisco | Arena Acreana | 14 de agosto  | 15:00         |               |
| Plácido de Castro | 1 - 2         | Náuas         | Arena Acreana | 14 de agosto  | 17:00         |               |
| Atlético Acreano  | 0 - 0         | Humaitá       | Arena Acreana | 18 de agosto  | 17:00         |               |
| Rio Branco        | 1 - 2         | Galvez        | Arena Acreana | 18 de agosto  | 19:00         |               |
| Equipo Libre:     | Vasco da Gama | Vasco da Gama | Vasco da Gama | Vasco da Gama | Vasco da Gama | Vasco da Gama |

| Humaitá       | 3 - 2             | Andirá            | Arena Acreana     | 21 de agosto      | 15:00             |                   |
| Náuas         | 0 - 4             | Rio Branco        | Arena Acreana     | 21 de agosto      | 17:00             |                   |
| São Francisco | 1 - 2             | Atlético Acreano  | Arena Acreana     | 25 de agosto      | 17:00             |                   |
| Vasco da Gama | 1 - 3             | Galvez            | Arena Acreana     | 25 de agosto      | 19:00             |                   |
| Equipo Libre: | Plácido de Castro | Plácido de Castro | Plácido de Castro | Plácido de Castro | Plácido de Castro | Plácido de Castro |

| Andirá            | 0 - 5         | Vasco da Gama    | Arena Acreana | 28 de agosto    | 15:00         |               |
| Plácido de Castro | 1 - 6         | Rio Branco       | Arena Acreana | 28 de agosto    | 17:00         |               |
| Náuas             | 0 - 5         | Humaitá          | Arena Acreana | 1 de septiembre | 17:00         |               |
| Galvez            | 0 - 0         | Atlético Acreano | Arena Acreana | 1 de septiembre | 19:00         |               |
| Equipo Libre:     | São Francisco | São Francisco    | São Francisco | São Francisco   | São Francisco | São Francisco |

| Andirá           | 4 - 2 | Plácido de Castro | Florestão     | 4 de septiembre | 15:00 |       |
| São Francisco    | 0 - 4 | Galvez            | Arena Acreana | 9 de septiembre | 17:00 |       |
| Atlético Acreano | 1 - 0 | Rio Branco        | Arena Acreana | 9 de septiembre | 19:00 |       |
| Humaitá          | 2 - 0 | Vasco da Gama     | Florestão     | 9 de septiembre | 19:00 |       |
| Equipo Libre:    | Náuas | Náuas             | Náuas         | Náuas           | Náuas | Náuas |

## Segunda fase

### Tabla de posiciones
| Pos. | Equipo           | Pts. | PJ | G | E | P | GF | GC | Dif. | Clasificación |
| ---- | ---------------- | ---- | -- | - | - | - | -- | -- | ---- | ------------- |
| 1    | Rio Branco-AC    | 9    | 3  | 3 | 0 | 0 | 8  | 4  | +4   | Final.        |
| 2    | Humaitá          | 6    | 3  | 2 | 0 | 1 | 6  | 3  | +3   |               |
| 3    | Atlético Acreano | 3    | 3  | 1 | 0 | 2 | 6  | 9  | −3   |               |
| 4    | Galvez           | 0    | 3  | 0 | 0 | 3 | 3  | 7  | −4   |               |

 Fuente: 
Criterios de clasificación: 1) Puntos; 2) Partidos ganados; 3) Diferencia de gol; 4) Goles anotados; 5) Enfrentamiento directo entre los equipos en cuestión; 6) Menor cantidad de tarjetas rojas; 7) Menor cantidad de tarjetas amarillas; 8) Goles anotados de visita; 9) Partido extra.

### Fixture
- La hora de cada encuentro corresponde al huso horario correspondiente al Estado de Acre (UTC-5).

| Humaitá          | 0 - 1 | Rio Branco | Florestão | 16 de septiembre | 17:00 |
| Atlético Acreano | 2 - 1 | Galvez     | Florestão | 16 de septiembre | 19:00 |

| Humaitá          | 2 - 1 | Galvez     | Florestão | 26 de septiembre | 16:00 |
| Atlético Acreano | 3 - 4 | Rio Branco | Florestão | 26 de septiembre | 18:00 |

| Humaitá | 4 - 1 | Atlético Acreano | Arena Acreana | 30 de septiembre | 18:00 |
| Galvez  | 1 - 3 | Rio Branco       | Florestão     | 30 de septiembre | 18:00 |

## Final
| 3 de octubre de 2021, 16:00 (UTC-5) | Humaitá       | 1:0 (0:0) | Rio Branco-AC | Estadio Florestão, Río Branco       |                                     |
|                                     | Jefferson 81' | Reporte   |               | Árbitro(s): Fábio Santos de Santana | Árbitro(s): Fábio Santos de Santana |

| 9 de octubre de 2021, 17:00 (UTC-5) | Rio Branco-AC                                   | 1:0 (1:0, 0:0) (t. s.)(4:2 p.) | Humaitá                            | Arena Acreana, Río Branco    |                              |
|                                     | Gabriel Ceará 57'                               | Reporte                        |                                    | Árbitro(s): Julian Negreiros | Árbitro(s): Julian Negreiros |
|                                     |                                                 | Tiros desde el punto penal     |                                    |                              |                              |
|                                     | Mamude · Caique · Leandro Bahia · Gabriel Ceará |                                | Paulo · Gustavo · Matheus · Aldair |                              |                              |

| Bandera del estado de Acre |
| Campeón                    |
| Rio Branco-AC 48.° título  |

## Clasificación final
| Pos. | Equipo            | Pts. | PJ | G | E | P | GF | GC | Dif. | Clasificación                                        |
| ---- | ----------------- | ---- | -- | - | - | - | -- | -- | ---- | ---------------------------------------------------- |
| 1.°  | Rio Branco-AC (C) | 23   | 13 | 7 | 2 | 4 | 25 | 13 | +12  | Copa de Brasil 2022, Serie D 2022 y Copa Verde 2022. |
| 2.°  | Humaitá           | 29   | 13 | 9 | 2 | 2 | 27 | 8  | +19  | Copa de Brasil 2022, Serie D 2022 y Copa Verde 2022. |
| 3.°  | Atlético Acreano  | 23   | 11 | 7 | 2 | 2 | 21 | 10 | +11  |                                                      |
| 4.°  | Galvez            | 17   | 11 | 5 | 2 | 4 | 20 | 13 | +7   |                                                      |
| 5.°  | Vasco da Gama-AC  | 10   | 8  | 3 | 1 | 4 | 13 | 13 | 0    |                                                      |
| 6.°  | São Francisco     | 8    | 8  | 2 | 2 | 4 | 9  | 12 | −3   |                                                      |
| 7.°  | Náuas             | 8    | 8  | 2 | 2 | 4 | 3  | 14 | −11  |                                                      |
| 8.°  | Andirá            | 6    | 8  | 2 | 0 | 6 | 8  | 16 | −8   |                                                      |
| 9.°  | Plácido de Castro | 1    | 8  | 0 | 1 | 7 | 9  | 36 | −27  |                                                      |

Reglas de clasificación: 1) Puntos; 2) Partidos ganados; 3) Diferencia de gol; 4) Goles anotados; 5) Enfrentamiento directo entre los equipos en cuestión; 6) Menor cantidad de tarjetas rojas; 7) Menor cantidad de tarjetas amarillas; 8) Goles anotados de visita; 9) Partido extra.